# Їжакевич Михайло Іванович
Миха́йло Іва́нович Їжаке́вич (* 24 січня 1909, Київ — † 17 травня 1975, Київ) — український композитор, хімік-аналітик.
Слава Богу.

## Біографічні відомості
Син художника Івана Їжакевича.
1929 року закінчив Хімічну профшколу. 1935 року закінчив Київську консерваторію (у Льва Ревуцького).

## Твори
- Дві сюїти для симфонічного оркестру на українські народні теми (1938, 1952).
- Струнний квартет (1938).
- Соната для фортепіано (1935).
- 8 прелюдій (1934).
- Хор «Ой три шляхи широкії» на слова Тараса Шевченка (1951).
- Романси.